# Fran Landesman
Fran Landesman (česky přechylováno Landesmanová, 21. října 1927 – 23. července 2011) byla americká textařka a básnířka.

## Životopis
Landesmanová se narodila jako Frances Deitsch v New Yorku. Její otec byl výrobcem oblečení a matka žurnalistka. Její jediný bratr se jmenuje Sam.
Studovala na soukromých školách, později na Temple University ve Philadelphii a nakonec na Fashion Institute of Technology v New Yorku. Její kariéra začala v módním průmyslu v New Yorku, kde potkala spisovatele Jaye Landesmana, kterého si vzala15. července 1950, a s kterým měla dva syny, jménem Cosmo Landesman a Miles Davis Landesman.
Později se přestěhovali do manželova domova v St Louis, kde její manžel se svým bratrem otevřeli kabaret Crystal Palace. Byl to úspěšný podnik, přitáhl známé herce a mohl si dovolit provozovat i avantgardní divadlo. Franiny zkušenosti z baru Crystal Palace, zatímco naslouchala hudebníkům, vedly k jejím začátkům psaní textů písní v roce 1952, včetně jedné z jejích nejznámějších: “Spring can really hang you up the most”. Pianista Tommy Wolf z Crystalu k tomu složil hudbu a stal se z toho hit, který vedl k jejich další spolupráci, včetně písní z The Nervous Set (Broadwayský muzikál Franina muže) a Molly Darling (muzikál jejího muže a Martina Quigleyho).
V roce 1964 se Landesmanovi přestěhovali do Londýna, kde Fran psala texty pro mnoho známých hudebníků (se zdůrazněním jazzu), stejně jako pro další manželovy muzikály (Dearest Dracula). Začala také psát poezii, díky které se stala ještě známější než kvůli textům. V roce 1996 obdržela BBC mnoho stížností, když se Landesmanová objevila v Desert Island Discs a požadovala dodávky marihuany jako své luxusní potřeby.